# Théâtre de l'Opprimé

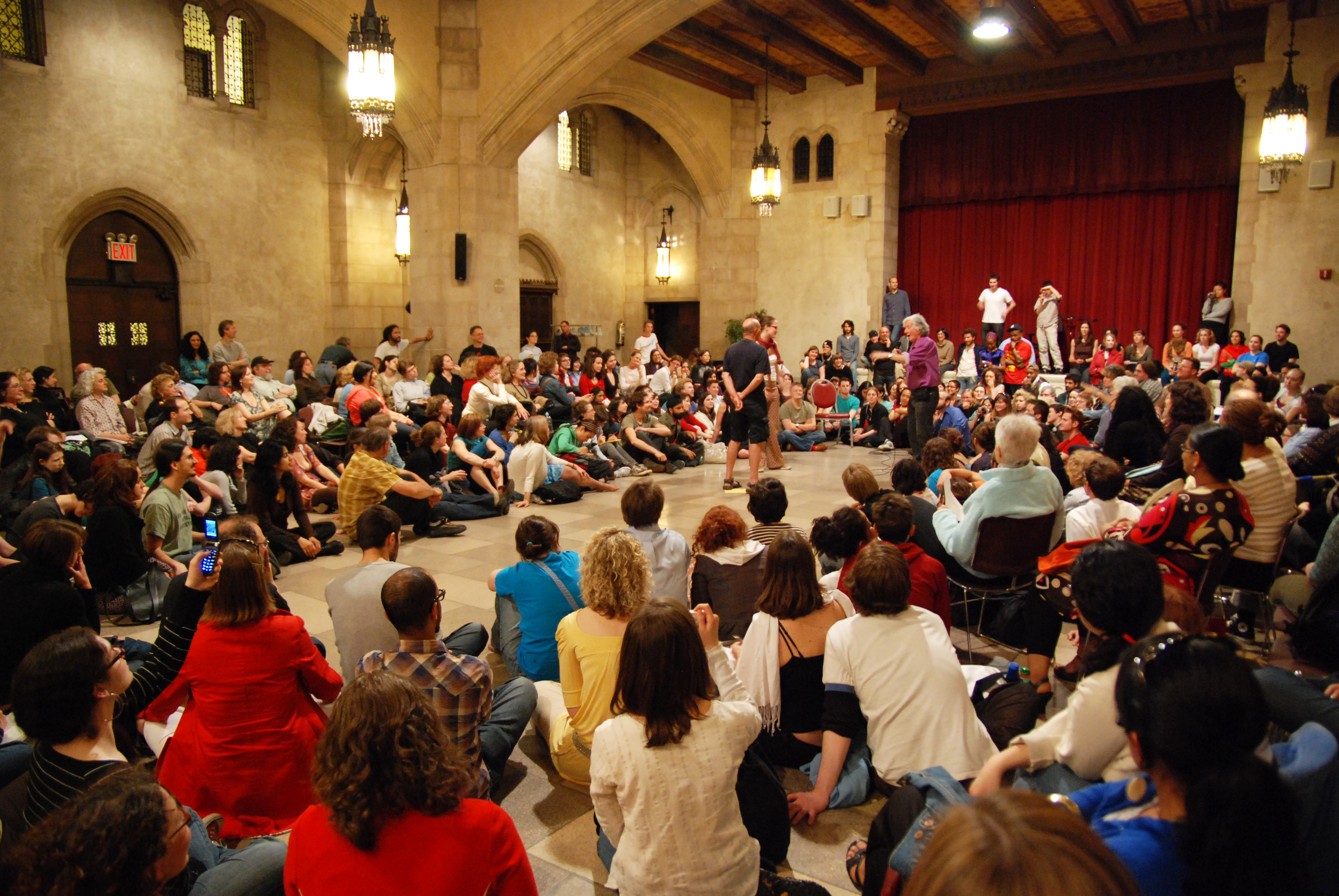
Augusto Boal présentant un atelier de Théâtre de l'Opprimé à l'église Riverside de New York en 2008

Le Théâtre de l'Opprimé (TO) décrit un ensemble de formes théâtrales que le praticien de théâtre brésilien Augusto Boal a élaboré à partir des années 1970, d'abord au Brésil puis en Europe. Boal a été influencé par le travail de l'éducateur et théoricien Paulo Freire et son livre Pédagogie des opprimés. L'objectif principal des techniques de Boal est d'utiliser le théâtre comme moyen d'émancipation et de changement social et politique. La technique la plus spectaculaire du TO est le Théâtre Forum. Lors de cette représentation théâtrale interactive, le public est appelé à participer, de sorte qu'en tant que « spect-acteurs », il explore, montre, analyse et transforme la réalité dans laquelle il vit.

## Terminologie
L’œuvre théâtrale d'Augusto a engendré un vocabulaire précis pour désigner les différentes personnes participantes au TO. En voici quelques exemples.

### Joker
Une grande partie du processus théâtral d'Augusto Boal nécessite qu'une personne neutre, généralement appelée « facilitateur », soit au centre des débats. Dans la littérature de Boal, ce rôle est appelé « joker », en référence à la neutralité de la carte Joker dans un jeu de cartes.
Lors d'un Théâtre Forum, cette personne assume la responsabilité du processus et veille à son déroulement équitable, mais ne doit en aucun cas commenter ou intervenir sur le contenu de la représentation, car cela est du ressort des « spect-acteurs ». Dans ce contexte, l'équité signifie s'assurer que l'histoire du problème, qui par sa nature implique une situation d'oppression qui doit être surmontée, n'est pas résolue, c'est-à-dire que le public (les « spect-acteurs ») se concentrent sur la recherche de pistes d'action alternatives aussi réalistes et plausibles que possibles, même si c'est dans une pièce de théâtre fictive. Le résultat devrait être quelque chose comme un « entrainement » de groupe sur les problèmes sociaux au sein de la communauté.

### Spect-acteur
Il s'agit d'un terme créé par Augusto Boal pour décrire les personnes engagées dans le Théâtre Forum. Il fait référence au double rôle des personnes impliquées dans le processus, qui sont à la fois spectateurs et acteurs, qui observent et créent le sens dramatique et l'action dans tout le spectacle.
Boal insiste sur la nécessité absolue d'empêcher l'isolement du public. Pour lui, le terme « spect-acteur » désigne les participants comme moins qu'humains ; il est donc nécessaire de les humaniser, de leur rendre leur capacité d'action dans toute sa plénitude. Ils doivent aussi devenir des sujets, des acteurs au même titre que les comédiens (amateurs ou professionnels) qui ont initié le spectacle et qui, à leur tour, doivent être des spectateurs. Ainsi disparaît l'idée que la classe dirigeante au théâtre ne fait que représenter ses propres idéaux et que les spectateurs sont les victimes passives de ces images. Ainsi, les spectateurs ne délèguent plus aux personnages le pouvoir de penser ou d'agir à leur place. Ils se libèrent, pensent et agissent par eux-mêmes. Boal soutient l'idée que le théâtre n'est pas révolutionnaire en soi mais qu'il peut devenir une répétition de la révolution.

## Techniques principales du Théâtre de l'Opprimé
Au cours du développement du Théâtre de l'Opprimé, Boal a travaillé avec de nombreuses populations et a essayé de nombreuses techniques. Ces techniques ont fini par se fondre dans différents styles théâtraux, chacune utilisant un processus différent pour atteindre un résultat différent. Boal a souvent organisé ces systèmes théâtraux comme un arbre, avec les images, les sons et les mots comme racines, les jeux, le théâtre d'images et le théâtre forum montant le long du tronc, puis d'autres techniques représentées comme des branches. Au fur et à mesure de l'évolution des systèmes de TO, Boal et d'autres ont apporté de légères modifications aux techniques apparaissant sur les différents membres, mais l'arbre du Théâtre de l'Opprimé est resté globalement cohérent.

### Théâtre Image
Le théâtre Image est une technique dans laquelle une personne, agissant comme un sculpteur, façonne une ou plusieurs personnes pour en faire des statues, en utilisant uniquement le toucher et en renonçant à l'utilisation de mots. Boal affirme que cette forme de théâtre est l'une des plus stimulantes en raison de sa facilité de mise en scène et de sa remarquable capacité à représenter la pensée sous une forme concrète en raison de l'absence d'idiome linguistique. En effet chaque mot a une dénotation commune à tous mais une connotation unique pour chaque individu. Par exemple, on peut « embrasser » une personne de plusieurs manières (d'une manière serrée et harcelante ou d'une manière douce et lâche), mais il n'y a qu'un seul mot qui a une seule et même définition, à savoir serrer une personne dans les bras. Chacun aura sa propre interprétation du mot « révolution », et pour mieux faire comprendre une telle idée, pour mieux traduire l'intention qu'on y met, il est préférable qu'elle soit montrée plutôt que racontée. (Wardrip-Fruin, 344). 

### Théâtre Forum

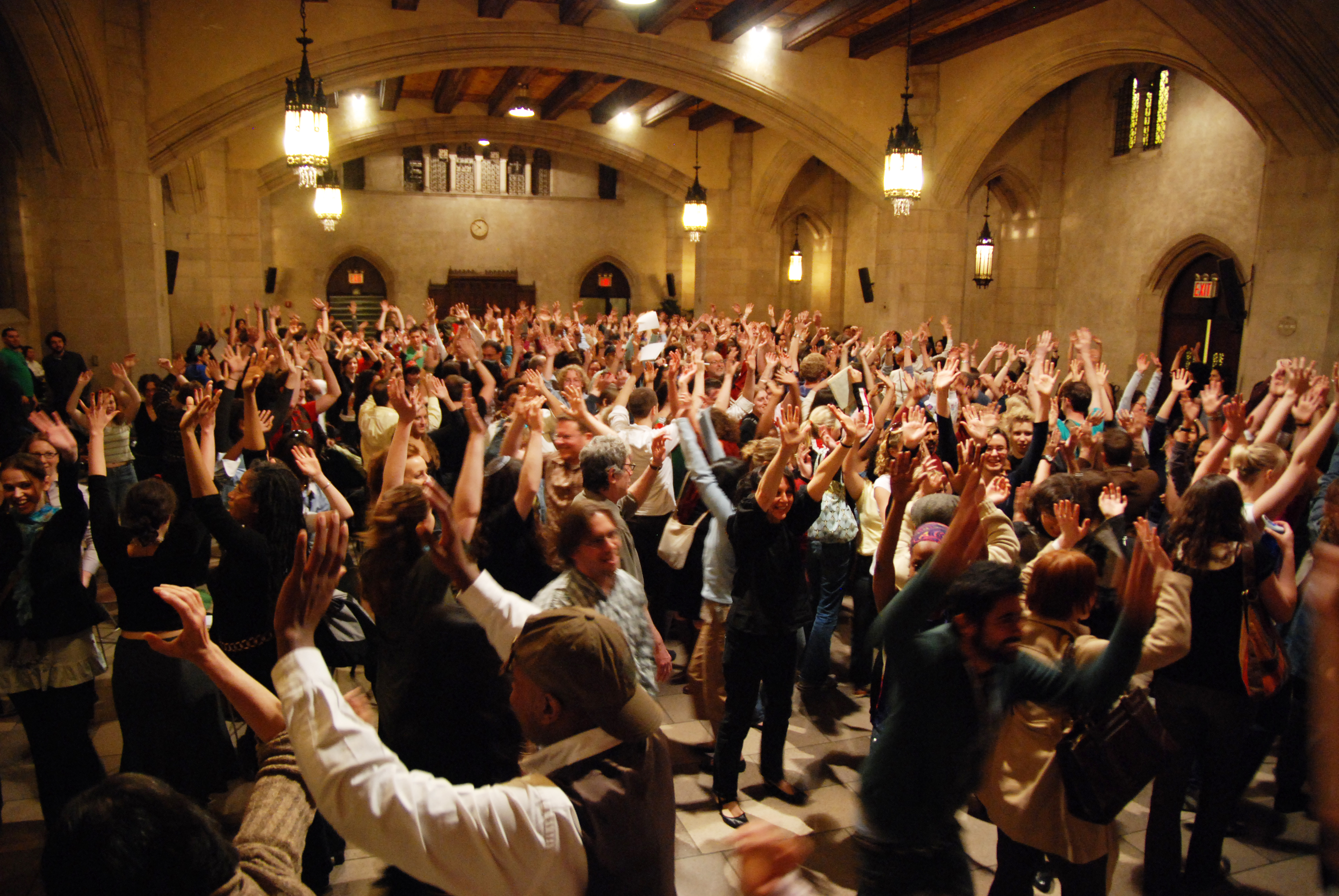
Participants à un atelier de Théâtre de l'Opprimé à New York. Église Riverside, 13 mai 2008.

Le Théâtre Forum est né essentiellement de la « dramaturgie simultanée ». Il s'agit d'une volonté de défaire la séparation traditionnelle entre public et acteur et d'amener les membres du public à la représentation, afin de contribuer à l'action dramatique qu'ils regardaient. Les acteurs (soit des acteurs professionnels, soit des non professionnels issus de communautés opprimées) présentent des courtes scènes d'oppression  (par exemple, un homme typiquement machiste maltraitant une femme, ou un propriétaire d'usine maltraitant un employé) face à un public (généralement) concerné par la problématique. Les scènes sont ensuite rejouées et le public, composé de « spect-acteurs », est invité à arrêter l'action et à remplacer le ou les personnages opprimés pour improviser, et trouver des alternatives, afin de tenter de transformer favorablement la fin de l'histoire. Les acteurs qui accueillent le « spect-acteur »  sur scène jouent contre ses tentatives d'intervenir et de changer l'histoire, offrant une forte résistance afin que les difficultés à opérer un changement soient également reconnues. Dans les premières formes de « dramaturgie simultanée », le public pouvait proposer n'importe quelle solution, en faisant des suggestions aux acteurs qui improviseraient les changements sur scène.

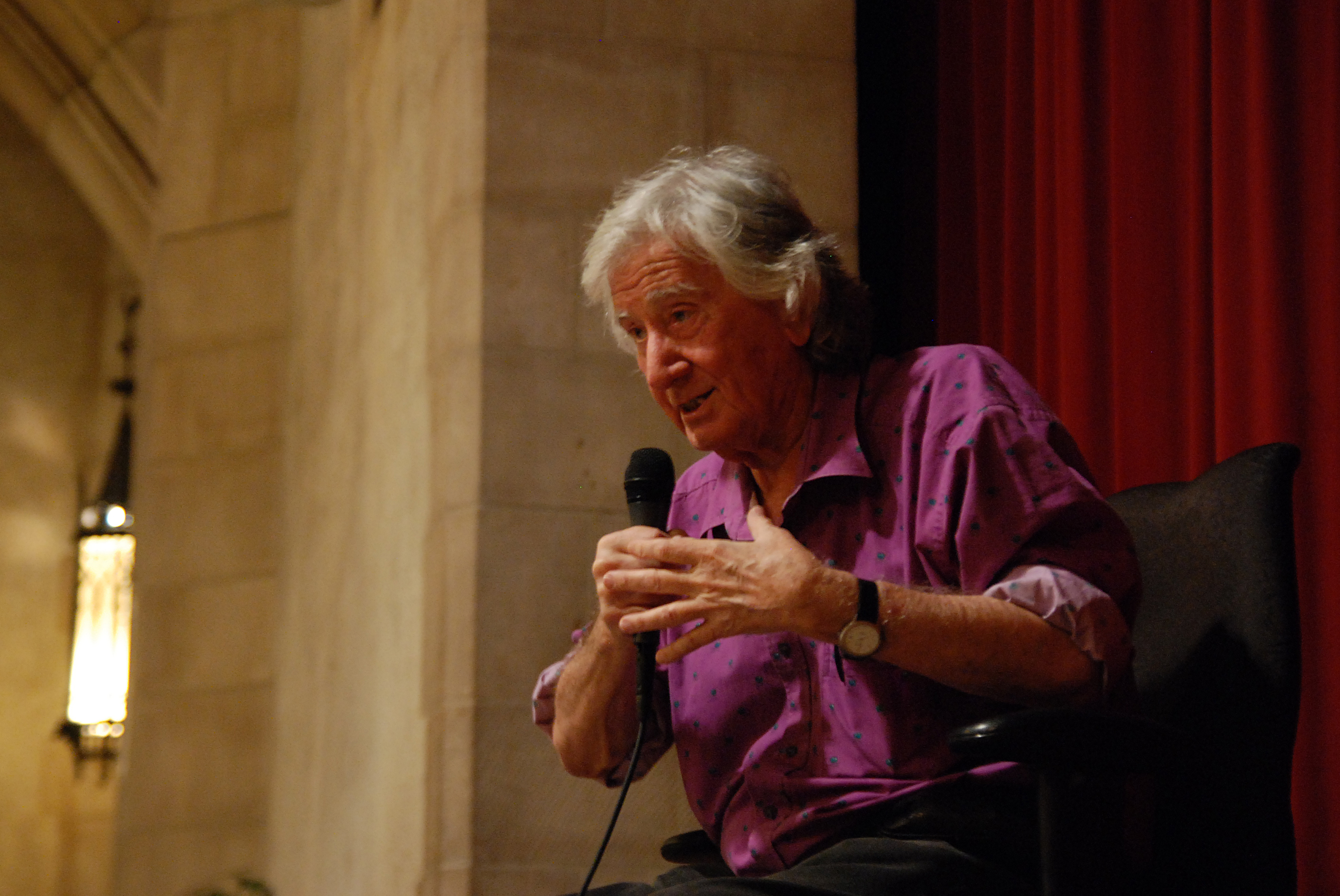
Augusto Boal présente un atelier de Théâtre de l'Opprimé à New York. Église Riverside, 13 mai 2008.

Le concept de « spect-acteur » est devenu une force dominante et a façonné l'œuvre théâtrale de Boal, l'aidant progressivement à évoluer vers ce qu'il a appelé le Théâtre Forum. Le public était désormais encouragé non seulement à imaginer le changement, mais aussi à le mettre en pratique. Grâce à ce processus, le participant est également capable de réaliser et d'expérimenter les difficultés liées à la réalisation des améliorations qu'il a suggérées. Boal précise que cette pratique n'a pas pour but de montrer le bon chemin, mais plutôt de découvrir tous les chemins possibles et de les explorer. Le théâtre lui-même n’est pas révolutionnaire ; mais cela offre une chance de répéter en vue de la révolution. Les spectateurs apprennent beaucoup de la mise en scène, même si le jeu des acteurs est une fiction, car la fiction simule des situations, des problèmes et des solutions réels. Il stimule la pratique de la résistance à l'oppression dans la réalité et offre un espace bienveillant pour pratiquer le changement. Lorsqu'ils seront confrontés dans la réalité à une situation similaire à celle qu'ils ont répétée au théâtre, les participants qui ont fait l'expérience du Théâtre Forum désireront idéalement être proactifs et auront le courage de briser des situations d'oppression, car ils se sentiront beaucoup plus préparés et confiants pour résoudre le conflit.

### Théâtre Invisible
Le théâtre invisible est une forme de représentation théâtrale qui se déroule dans un endroit où les gens ne s'attendraient normalement pas à en voir une, par exemple dans la rue ou dans un centre commercial. Les interprètes tentent de dissimuler le fait qu'il s'agit d'une performance à ceux qui l'observent et qui peuvent choisir d'y participer, encourageant les spectateurs (ou plutôt les acteurs-spectateurs inconscients) à le considérer comme un événement réel. Les praticiens du théâtre brésilien, Augusto Boal et Panagiotis Assimakopoulos, ont développé cette forme pendant le séjour de Boal en Argentine dans les années 1970 dans le cadre de son œuvre Théâtre des opprimés, axée sur l'oppression et les questions sociales.

### Théâtre Journal
Le théâtre journal est un système de techniques conçu pour donner au public un moyen de transformer des articles de presse quotidiens ou toute pièce non dramatique en scène théâtrale. Les stratégies sont les suivantes (Wardrip-Fruin, 346) :
- Lecture simple : fait divers lu, détaché du contexte du journal (ce qui le rend faux ou controversé),
- Lecture croisée : deux faits divers sont lus alternativement, se complétant ou s'opposant dans une nouvelle dimension,
- Lecture complémentaire : des informations généralement omises par la classe dirigeante sont ajoutées à l'actualité,
- Lecture rythmée : l'article est lu selon un rythme (musical), il agit donc comme un « filtre » critique de l'actualité, révélant le véritable contenu initialement dissimulé dans le journal,
- Action parallèle : les acteurs imitent les actions au fur et à mesure de la lecture de l'actualité, de sorte qu'on entend les nouvelles tout en regardant son complément visuel,
- Improvisation : l'actualité est improvisée sur scène pour en exploiter toutes les variantes et possibilités,
- Historique : des données récurrentes de moments historiques, d'événements dans d'autres pays ou dans des systèmes sociaux sont ajoutées à l'actualité,
- Renforcement : l'article est lu accompagné de chansons, de diapositives ou de matériel publicitaire,
- Concrétion de l'abstrait : les contenus abstraits de l'actualité se concrétisent sur scène, c'est-à-dire la faim, le chômage, etc.
- Texte hors contexte : l'actualité est présentée hors du contexte dans lequel elle a été initialement publiée.

### Arc-en-ciel du désir
Rainbow of Desire est une technique et aussi une famille de techniques expliquées par Boal dans son livre intitulé L'Arc en ciel du désir - Du théâtre expérimental à la thérapie. Les techniques arc-en-ciel sont issues du théâtre d'images et ont tendance à se concentrer sur les formes d'oppression intériorisées exercées par un protagoniste par rapport à un antagoniste. Alors que dans ses œuvres antérieures, Boal évitait d'utiliser le Théâtre des Opprimés comme « thérapie dramatique », il commença plus tard à adopter ces techniques plus introspectives comme une forme de « théâtre et thérapie ».

### Théâtre législatif
Lorsque Boal était conseiller municipal à Rio de Janeiro, il créa une nouvelle forme appelée « théâtre législatif » pour donner à ses électeurs l'occasion d'exprimer leurs opinions. L’objectif est d’ouvrir un dialogue entre les citoyens et les entités institutionnelles afin qu’il y ait un flux de pouvoir entre les deux groupes. Boal appelle ce type de processus législatif une « démocratie transitive », qui se situe entre la démocratie directe (pratiquée dans la Grèce antique) et la démocratie déléguée. Concrètement, cela commence comme un Théâtre Forum ; le public est invité à monter sur scène pour tenter de trouver des alternatives à la situation proposée ; cependant, avant de jouer, les « spect-acteurs »  doivent aussi inventer/proposer des recommandations de lois. Les lois et les interventions sont notées par des juristes et le but final sera de les proposer en bonne et due forme au pouvoir politique.